# 徳島市飯谷小学校
徳島市立飯谷小学校（とくしまし いいたにしょうがっこう）は、徳島県徳島市飯谷町にある公立小学校。
児童数の減少などの理由で2016年3月31日をもって休校し、同年4月1日に徳島市立宮井小学校に統合した。

## 基礎データ
全校生徒数
- 6人（2015年度（平成27年度）当時）[1]

全卒業生数　
- 2261人[1]

最寄駅
最寄バス停

## 沿革
- 1888年 - 共立宮井小学校の分教場として飯谷分教場が設立。
- 1892年 - 飯谷分教場が独立校となる。
- 2014年（平成26年） - 2015年度末（平成27年度末）限りで、休校する事が、決定する。[1]
- 2016年（平成28年）
  - 3月20日 - 休校式典挙行。[1]
  - 3月31日 - 休校。
  - 4月1日 - 徳島市立宮井小学校に統合。

## 校歌
- 作詞: 吉守隆男・中田明義
- 作曲: 生駒正

## 関連学校
- 徳島市南部中学校